# Leichtathletik-Weltmeisterschaften 2023/Teilnehmer (Uruguay)
| Gelbes Symbol für Goldmedaillen mit stilisierten Olympischen Ringen | Graues Symbol für Silbermedaillen mit stilisierten Olympischen Ringen | Braundes Symbol für Bronzemedaillen mit stilisierten Olympischen Ringen |
| ------------------------------------------------------------------- | --------------------------------------------------------------------- | ----------------------------------------------------------------------- |
| —                                                                   | —                                                                     | —                                                                       |

Der Leichtathletikverband von Uruguay nahm an den Leichtathletik-Weltmeisterschaften 2023 in Budapest teil. Sechs Athleten wurden vom uruguayischen Verband nominiert.

## Ergebnisse

### Männer

#### Laufdisziplinen
| Athlet           | Disziplin | Vorlauf      | Vorlauf | Halbfinale | Halbfinale | Finale          | Finale |
| Athlet           | Disziplin | Zeit         | Platz   | Zeit       | Platz      | Zeit            | Platz  |
| ---------------- | --------- | ------------ | ------- | ---------- | ---------- | --------------- | ------ |
| Valentín Soca    | 5000 m    | 14:16,15 min | 43      |            |            | DNQ             | DNQ    |
| Santiago Catrofe | 10.000 m  |              |         |            |            | 28:28,49 min NR | 17     |
| Nicolás Cuestas  | Marathon  |              |         |            |            | 2:19:20 h       | 44     |
| Cristhian Zamora | Marathon  |              |         |            |            | DNS             | DNS    |
| Andrés Zamora    | Marathon  |              |         |            |            | 2:20:59 h       | 47     |

#### Sprung/Wurf
| Athlet        | Disziplin  | Qualifikation | Qualifikation | Finale     | Finale |
| Athlet        | Disziplin  | Weite/Höhe    | Platz         | Weite/Höhe | Platz  |
| ------------- | ---------- | ------------- | ------------- | ---------- | ------ |
| Emiliano Lasa | Weitsprung | 7,72 m        | 24            | DNQ        | DNQ    |